# Бекназаров, Яздурды
Яздурды Бекназаров — советский хозяйственный и политический деятель.

## Биография
Родился в 1912 году в поселке Тахта-Базар. Член КПСС.
Окончил ВПШ при ЦК КПСС.
С 1926 года — участник борьбы с басмачеством, советский работник в Туркменской ССР, председатель колхоза «Тязе ёл».
Участник Великой Отечественной войны: политрук роты, командир 149-го отдельного стрелкового батальона
В 1946—1952 гг. — секретарь Ташаузского обкома КП(б) Туркменистана.
В 1951—1956 гг. — председатель Марыйского облисполкома.
В 1956—1961 гг. — заместитель управляющего трестом «Туркменгидрострой», начальник строительства Сары-Язынского водохранилища.
В 1961—1974 гг. — председатель Марыйского, Сакар-Чагинского райисполкомов.
Избирался депутатом Верховного Совета Туркменской ССР 2-5, 7-го созывов.
Умер в Тахта-Базаре в 1986 году.

## Награды
- Орден Отечественной войны I степени (1985)
- Орден Трудового Красного Знамени (1950)
- Орден Красной Звезды (1942)
- Орден Знак Почёта (1957)
- Медаль «За отвагу» (1943)
- два прочих ордена и медали